# Ludwig von Oppenheimer
Ludwig Freiherr von Oppenheimer (auch Ludwig Baron Oppenheimer, geboren als Ludwig John Oppenheimer 21. August 1843 in Leipzig, Königreich Sachsen; gestorben 27. November 1909 in Wien, Österreich-Ungarn) war ein österreichischer Großgrundbesitzer und Politiker.

## Leben
Ludwig John Oppenheimer war ein Sohn des Kaufmanns John Berend Oppenheimer, der 1872 starb. Er besuchte das Nikolai-Gymnasium in Leipzig und das Friedrichswerdersche Gymnasium in Berlin. Er studierte von 1860 bis 1862 Rechts- und Staatswissenschaften in Leipzig und arbeitete auf landwirtschaftlichen Gütern in Sachsen und Braunschweig. 1867 erwarb er das Gut Kleinskal in Böhmen, das Gut veräußerte er im Jahr 1902, blieb aber an der Brauerei beteiligt. Oppenheimer wurde in Österreich-Ungarn 1868 zum Ritter geadelt und 1878 zum Freiherrn. Von Oppenheimer war Mitglied im Verwaltungsrat der Österreichischen Boden-Creditanstalt in Wien, der Süd-Norddeutschen Verbindungsbahn und weiterer Unternehmen in Böhmen. 
Von Oppenheimer war von 1873 bis 1883 Mitglied im Böhmischen Landtag und ab 1875 bis 1895 Abgeordneter im Österreichischen Abgeordnetenhaus und ab 1895 lebenslängliches Mitglied des Österreichischen Herrenhauses. Er war Mitglied der Parlamentsfraktion Klub des Zentrums, dann Klub der Liberalen, dann Vereinigte Linke, dann Deutschösterreichischer Klub und gehörte ab 1888 der Vereinigten Deutschen Linken an. Im Herrenhaus gehörte er der Verfassungspartei an.

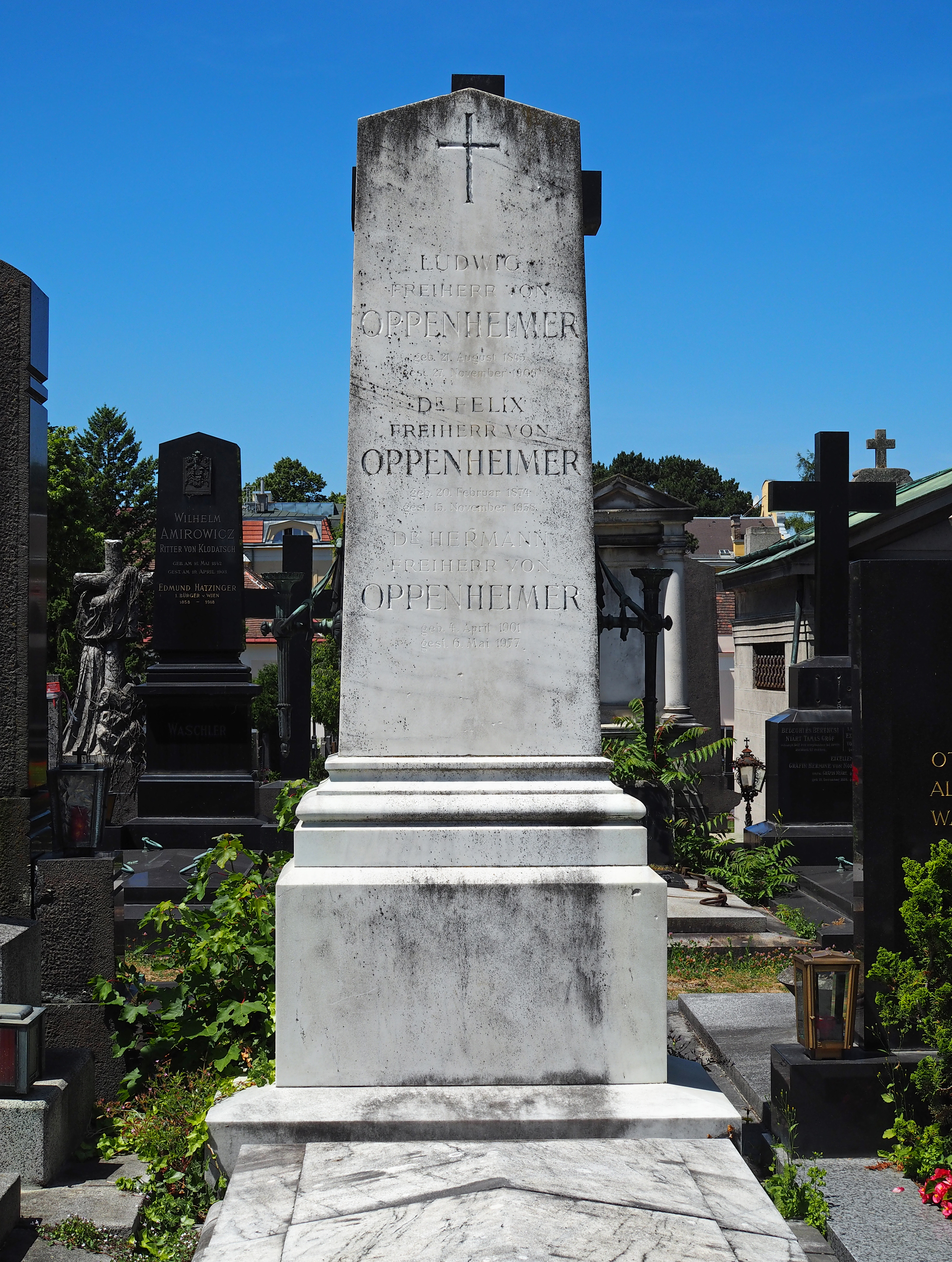
Grab auf dem Hietzinger Friedhof

Von Oppenheimer heiratete 1872 Gabriele (genannt Yella) von Todesco (1854–1943), Tochter des Textilfabrikanten Eduard von Todesco (1814–1887) und der Salonnière Sophie von Todesco (1825–1895). Er wohnte bis zur Ehescheidung 1883 im Palais Todesco in Wien. Der gemeinsame Sohn Felix von Oppenheimer (1874–1938) wuchs bei der Mutter auf. 

## Schriften (Auswahl)
- Über die Leitung der deutschen Auswanderung nach Ungarn. Leipzig: Kollmann, 1866
- (Anonym): Zur Lage in Böhmen. Prag : Calve 1869
- Nach den Wahlen. Prag : Calve 1869
- (Anonym): Gedanken über die österreichische Politik der Zukunft. Leipzig : Baensch 1870
- (Anonym): Austriaca. Betrachtungen und Streiflichter. Leipzig : Duncker & Humblot 1882 (Online)